# Alex Barron
Alex Barron (San Diego, 11 de junio de 1970) es un piloto de automovilismo estadounidense. Comenzó a competir en CART FedEx World Series Championship en 1998 e hizo su primera Indy Racing League Northern Lights Series (ahora IndyCar Series) en 2001.
El campeón de KOOL Toyota Atlantic 1997, se trasladó al IRL, donde tuvo problemas para encontrar una unidad regular y obtuvo sus oportunidades a través de lesiones a otros conductores. Sin embargo, en 2006, bajó un nivel para competir en el Campeonato Champ Car Atlantic, y luego regresó a IRL en 2007. Después de competir en la Rolex 24 de 2008 en Daytona, Barron dejó de competir a nivel internacional.

## Carrera

### Primeros años
Barron nació en San Diego, California. En 1996, la oportunidad de pasar a la fórmula nacional estadounidense Ford 2000 llegó con el equipo DSTP. Esto demostró ser una curva de aprendizaje empinada de kart a carro de carreras de rueda abierta, para el corredor joven. Sin embargo, un podio, una vuelta más rápida y seis resultados entre los diez primeros le dieron la oportunidad de competir en Toyota Atlantic la temporada siguiente.
Barron en su temporada de novato en Toyota Atlantic de KOOL, sorprendió a todos, incluyendo a su equipo, Lynx Racing al dominar y ganar el campeonato de 1997, al obtener cinco victorias en el camino. Con cuatro pole positions, seis vueltas rápidas y nueve llegadas entre los tres primeros, también ganaría el premio "Novato del año".
Parte de su premio por ganar el Campeonato fue una prueba con el equipo de CART Arciero-Wells Racing. Durante su prueba, estaba igualando rápidamente la velocidad de su conductor habitual, Max Papis. Arciero-Wells estaba tan impresionado con él que ofrecieron un contrato de prueba. Tras el retiro de Juan Manuel Fangio II, el equipo de All American Racers y su jefe, Dan Gurney, querían un joven piloto estadounidense que pudiera desarrollarse con el equipo, y Alex recibió la llamada.
En solo 24 carreras, 12 carreras en Fórmula Ford 2000 y Toyota Atlantic, Alex dio el salto de las carreras de karts a CART.

### CART e IndyCar
El tiempo de Alex con Gurney y su equipo de AAR fue un problema debido a una combinación poco competitiva del chasis (usaban chasis Eagle y Reynard), motores Toyota y neumáticos Goodyear. A mitad de su segunda temporada (1999) con AAR, lo dejaron ir. Más tarde esa temporada, Marlboro Team Penske lo contrató para competir en dos eventos de 500 millas. Una vez más se encontró en una combinación poco competitiva, esta vez fue una PC27B-99 Penske con motores Mercedes y Goodyears.
No fue hasta la segunda mitad de la temporada 2000 que Barron reapareció en CART, corriendo con Dale Coyne Racing. La temporada siguiente, compitió solo en las dos últimas carreras por Arciero-Blair Racing. Durante estas carreras, Alex lideró ambos, antes de retirarse con problemas en los motores Ford Cosworth en ambas ocasiones.
En 2002, Barron se cambió al IRL, firmando para Blair Racing, donde terminó cuarto en Indianápolis 500, coganando el Novato del Año. Más tarde esa temporada, él ganaría la primera de sus dos victorias de IndyCar, el 2002 Firestone Indy 200 en Nashville Speedway. Tristemente, Blair Racing se retiraría al final de la temporada, dejando a Barron sin un drive de tiempo completo para el 2003. En el 2003, Barron manejó para tres equipos. Después de reemplazar al lesionado Gil de Ferran por una aparición única para Marlboro Team Penske, corrió para Mo Nunn Racing, sustituyendo al lesionado Felipe Giaffone. Fue con Mo Nunn que Barron anotó su segunda victoria de IRL, en la Firestone Indy 400 de 2003 en el Michigan International Speedway. Para las últimas tres carreras de esa temporada, Eddie Cheever contrató a Barron para que manejara para su equipo de Red Bull Cheever Racing, en lugar de Buddy Rice. En su primera carrera para Cheever, le dio al equipo su mejor resultado de la temporada, el séptimo lugar en el Chicagoland Speedway.
En 2004 y 2005 condujo para Red Bull Cheever Racing de Eddie Cheever. El patrocinio de Red Bull del equipo finalizó en 2006, dejando a Alex sin poder permanecer con el equipo. En su lugar, dio un paso atrás y regresó al Campeonato Champ Car Atlantic en 2006 con Polestar Racing Group, donde finalizó 14º en puntos. A principios de ese año corrió dos veces junto a Michael McDowell para Playboy / Uniden Racing, con un mejor resultado de sexto en la Rolex 24 At Daytona, el par ayudado por Memo Gidley. Greg Beck lo contrató para correr carreras a tiempo parcial en IndyCar para la temporada 2007 de CURB / Agajanian / Beck Motorsports. Compitió en tres carreras, incluida Indy 500. Barron regresaría a Daytona para la Rolex 24 de 2008, con Southard Motorsport, solo para retirarse de la carrera. Alex no competiría internacionalmente otra vez.